# Kyaw Min Yu
Kyaw Min Yu (birmanisch ကျော်မင်းယု; auch bekannt als Ko Jimmy; * 13. Februar 1969 in Shan-Staat; † 23. Juli 2022 in Rangun) war ein myanmarischer Schriftsteller, politischer Gefangener und Mitglied der Studentengruppe 88er Generation. Er wurde am 23. Juli 2022 hingerichtet, nachdem er wegen seines Engagements gegen die Junta, die 2021 durch einen Staatsstreich an die Macht gekommen war, zum Tode verurteilt worden war.

## Leben
Ko Jimmy war mit der politischen Aktivistin Nilar Thein verheiratet. Das Paar hat eine Tochter, Nay Chi Min Yu.
Aktivismus
Kyaw Min Yu wurde während des Aufstands von 8888 als Studentenaktivist bekannt. Er verbrachte 8 Jahre, von 1988 bis 1996, im Gefängnis, weil er am Aufstand von 8888 teilgenommen hatte. Er wurde am 13. Januar 2012 aus dem Gefängnis entlassen, nachdem er weitere fünf Jahre im Gefängnis verbracht hatte, weil er im August 2007 mit der 88 Generation Students Group gegen die Erhöhung der Kraftstoffpreise protestiert hatte.
Schriftsteller
Im Jahr 2005 schrieb er das Selbsthilfebuch Making Friendship (မိတ်ဖြစ်ဆွေဖြစ်), das ein Bestseller wurde. Am 6. September 2012 veröffentlichte er den Roman Der Mond im Inle-See (လမင်းဆန္ဒာအင်းလေးကန်), den er 2010 während einer Haftstrafe in Taunggyi geschrieben hatte. Während seiner Haft in Taunggyi schrieb er eine Reihe von politischen, postmodernen Kurzgeschichten, die in Japan unter dem Pseudonym Pan Pu Lwin Pyin veröffentlicht wurden. Ko Jimmy übersetzte während seiner Haft zahlreiche Romane, darunter Angels and Demons und The Da Vinci Code.
Verhaftung und Hinrichtung
Am 13. Februar 2021, nach dem Staatsstreich in Myanmar im Jahr 2021, wurden Kyaw Min Yu und sechs weitere hochrangige Persönlichkeiten (Min Ko Naing, Myo Yan Naung Thein, Insein Aung Soe, Mg Mg Aye, Pencilo und Lynn Lynn) angeklagt und vom Staatsverwaltungsrat mit Haftbefehl gemäß Abschnitt 505 (b) des Strafgesetzbuches belegt, weil sie durch ihre Beiträge in den sozialen Medien zu Unruhen gegen den Staat aufgestachelt und die „öffentliche Ruhe“ bedroht hätten. Am 23. Oktober wurde er in Dagon Township verhaftet. Am 21. Januar 2022 verurteilte das Militärgericht von Myanmar Yu zum Tode. Am 23. Juli 2022 wurde Yu zusammen mit drei weiteren Personen (u. a. mit Zayar Thaw) hingerichtet.
Öffentliche Reaktionen auf die Hinrichtung
Die deutsche Bundesregierung hat die ersten Hinrichtungen in Myanmar seit mehr als drei Jahrzehnten in scharfer Form verurteilt. Auch die Organisationen Human Rights Watch und Amnesty International reagierten schockiert. Die Asien-Direktorin von Human Rights Watch, Elaine Pearson, sprach von politisch motivierten Prozessen und wies darauf hin, dass die Familien der Verurteilten erst durch Medienberichte von den Hinrichtungen erfahren hätten. Der UN-Sonderberichterstatter für Myanmar, Tom Andrews, twitterte, er sei „erschüttert“ von der Nachricht: „Die UN-Mitgliedstaaten müssen ihre Leben ehren, indem sie diese abscheuliche Tat zu einem Wendepunkt bei der Reaktion der Welt auf diese Krise machen.“

## Veröffentlichungen
- Making Friendship (2005)
- The Moon in Inle Lake (2012)